# Sedlo pod Smrekovom
Sedlo pod Smrekovom (1370 m) – przełęcz w Wielkiej Fatrze na Słowacji. Znajduje się pomiędzy szczytem Smrekov (1440 m) i bezimiennym wierzchołkiem w jego południowym grzbiecie. Północno-zachodnie stoki przełęczy opadają do dolinki Padva (odgałęzienie Gaderskiej doliny), południowo-wschodnie do doliny Veľké studienky (odnoga Dedošovej doliny).
Rejon przełęczy porasta las, ale na południowo-wschodnich stokach przełęczy znajduje się pasterska hala.

## Szlaki turystyczne
Przez przełęcz prowadzi szlak turystyczny. Na przełęczy odgałęzia się od niego również znakowany, krótki szlak wyprowadzający na szczyt Smrekova.
 Blatnica – Blatnická dolina – Juriašova dolina, ústie – Rakytovská dolina – Smrekov. Suma podejść 985 m, odległość 12,1 km, czas przejścia 4,10 h, ↓ 3,20 h
 Smrekov – Sedlo pod Smrekovom – Kráľova studňa. Suma podejść 50 m, odległość 1,9 km, czas przejścia 30 min, suma podejść 114 m, czas przejścia ↓ 3,25 h